# Sarah Helm
Sarah Helm (* 2. November 1956 in London) ist eine britische Journalistin und Sachbuchautorin. In den 1980er und 1990er Jahren arbeitete sie für The Sunday Times und The Independent. Ihr erstes Buch A Life in Secrets, das das Leben der Geheimagentin Vera Atkins beschreibt, wurde 2005 veröffentlicht.

## Leben
Nach ihrem Englischstudium an der University of Cambridge wurde Helm Reporterin für The Sunday Times. 1986 wechselte sie zur neu gegründeten Zeitung The Independent, wo sie mehrere offizielle Geheimartikel schrieb. Für ihre Berichterstattung über die Spycatcher-Kontroverse erhielt sie den British Press Award als Fachautorin des Jahres. 1987 gewann sie das Laurence-Stern-Stipendium, das ihr erlaubte, als Praktikantin für die Washington Post zu arbeiten. Als Korrespondentin des Independent ab 1989 berichtete sie über den Fall der Berliner Mauer, den Zweiten Golfkrieg und die Entwicklungen im Nahen Osten. Ab 1995 berichtete sie über europäische Angelegenheiten in Brüssel.
2007 heiratete Helm ihren langjährigen Partner Jonathan Powell, der seit 1997 Stabschef von Tony Blair war.
Helms erstes Buch A Life in Secrets: The Story of Vera Atkins and the Lost Agents of SOE aus dem Jahr 2005 zeichnet das Leben vermisster weiblicher Mitglieder der Special Operations Executive nach und enthält komplizierte Details der Frau, die nach ihnen gesucht hat. Es wurde sowohl von der New York Times als auch von der Washington Post hoch gelobt. Ihr Theaterstück Loyalty von 2011 ist eine halb-fiktionale Darstellung des Irakkrieges, die sich angeblich auf die Ansichten ihres Ehemanns, dem Stabschef von Tony Blair, stützte. Ihr Buch If This Is A Woman: Inside Ravensbruck: Hitler’s Concentration Camp for Women von 2015 berichtet über das Leben und den Tod Tausender weiblicher Häftlinge im Konzentrationslager Ravensbrück.

## Veröffentlichungen
- 2005: A Life in Secrets: The Story of Vera Atkins and the Lost Agents of SOE, Abacus, ISBN 978-0-349-11936-6
- 2011: Loyalty, Bloomsbury Publishing,	Oberon Books, ISBN 978-1-84943-724-0
- 2015: If This Is A Woman: Inside Ravensbruck: Hitler’s Concentration Camp for Women, Little, ISBN 978-1-4087-0107-2
  - 2016: ins Deutsche übersetzt von Martin Richter, Annabel Zettel und Michael Sailer: Ohne Haar und ohne Namen: im Frauen-Konzentrationslager Ravensbrück, Theiss, Darmstadt, ISBN 978-3-8062-3216-5